# Liste des sites mégalithiques dans le district de Santarém
Cette liste non exhaustive recense les principaux sites mégalithiques dans le district de Santarém, au Portugal.

## Liste
| Site                         | Type   | Municipalité | Notes               | Coordonnées                 | Image |
| ---------------------------- | ------ | ------------ | ------------------- | --------------------------- | ----- |
| Anta de Foz do Rio Frio      | Dolmen | Mação        |                     | 39° 28′ 27″ N, 8° 03′ 48″ O |       |
| Anta de Santa Maria Madalena | Dolmen | Rio Maior    | dolmen christianisé | 39° 25′ 07″ N, 8° 54′ 13″ O |       |
| Anta de Vale da Laje         | Dolmen | Tomar        |                     | 39° 33′ 23″ N, 8° 18′ 08″ O |       |